# F.G.L.
L'F.G.L. o FGL fou un microcotxe construït a Almoradí, Baix Segura, per l'enginyer i manyà Francisco Gómez López entre 1958 i 1959. El vehicle, del qual Gómez en construí una sola unitat per al seu ús particular, duia un motor Iresa monocilíndric de 197 cc que desenvolupava 8,5 CV, caixa de canvis de tres velocitats i una carrosseria de dues places feta a Alacant. Actualment, forma part de la col·lecció MicroCarMuseum d'Atlanta, EUA.